# Igor Tichomirow
Igor Siergiejewicz Tichomirow (ros. Игорь Сергеевич Тихомиров, ur. 4 maja 1963 w Moskwie) – rosyjski szpadzista reprezentujący ZSRR i Kanadę, brązowy medalista igrzysk olimpijskich i mistrzostw świata.
Na igrzyskach olimpijskich w Seulu w 1988 roku reprezentacja ZSRR w składzie: Andriej Szuwałow, Pawieł Kołobkow, Władimir Riezniczenko, Mychajło Tyszko i Igor Tichomirow zdobyła brązowy medal w turnieju drużynowym. Indywidualnie nie startował. Brał także udział w igrzyskach olimpijskich w Pekinie w 2008 roku, gdzie w barwach Kanady zajął 15. miejsce w turnieju indywidualnym.
Podczas mistrzostw świata w Turynie w 2006 roku wywalczył indywidualnie brązowy medal, plasując się za Chińczykiem Wang Leiem i Joaquimem Videirą z Portugalii.
Wywalczył również złoty medal na mistrzostwach panamerykańskich w Valencii.
Pracuje jako trener w Toronto.